# David Strassman
David Strassman (Los Angeles (Californië), 6 september 1957) is een Amerikaans buikspreker en stand-upcomedian. Hij is onder meer bekend van zijn buikspreekpop Chuck Wood, die ervan droomt een echte jongen te worden.